# Звездани датум
Звездани датум замењује апсолутни грегоријански датум у измишљеном свету Звезданих стаза. Реч је о децималном броју, обично заокруженом на једну децималу, нпр. 1312,4. Унутар радње серије, звездани датуми су много мање транспарентни од било ког познатог календара јер су их сценаристи одређивали мање-више насумично, зависно од ере Звезданих стаза у којој се јављају. Између осталог је требало да звездани датуми гледаоцима дочарају далеку али неодређену будућност.

## Својства звезданих датума
| Примери звезданих датума који опадају с временом |
| Дневник Лваксане Трој у Dark Page (TNG), забележен 2328, помиње догађаје звезданог датума 30620,1. Међутим, датум Китомерског масакра је 23859,7, према дисплеју у Sins of the Father (TNG). Китомерски масакр се догодио 2346. |
| У Звезданим стазама III: потрази за Споком сазнајемо да је Спок умро звезданог датума 8128, а ипак, претходни филм почиње звезданог датума 8130,3.                                                 |

Звездани датуми се генерално увећавају с временом, мада се локално увећавају различитим брзинама, како унутар епизода тако и између њих. Ретко се спецификују на више од једне децимале, с повременим изузецима (нпр. у TNG епизоди Code of Honor). У разговору се децимала обично изоставља. Звездани датуми не замењују часовничко време, које се и даље уобичајено користи и приказује на дисплејима поред звезданих датума.
Неки будући звездани датуми су нижи од претходних, а чешће су опадали с временом током оригиналне серије него током Следеће генерације. 

### Употреба грегоријанског календара
Звездани датум се скоро увек користи уместо изричитог грегоријанског датума, нпр. 6. јуна 2367, али нису приказане посебне јединице звезданих датума, којима би се одређивали периоди попут „пре пет дана“, већ се и даље користе уобичајене грегоријанске јединице. Чак се и даље користе изричити грегоријански датуми, као у TNG епизоди Conundrum где су биографије посаде дате са потпуним грегоријанским датумима (нпр. Жан-Лук Пикард је рођен 13. јула 2305). Звездани датуми се не примењују ретроактивно на време пре 23. века (отприлике), а за столећа се увек користи грегоријански календар (нпр. „временски путник из 29. века“).

## Закулисне информације

### Звездане стазе: оригинална серија
Створени без много размишљања о конкретном спровођењу, звездани датуми су описани на следећи начин у водичу за сценаристе:
Измислили смо „Звездани датум“ да бисмо избегли стално помињање столећа Звезданих стаза (које је око 200 година од сада) и расправљање око тога да ли би ово или оно било измишљено до тада. Узмите било коју комбинацију четири броја плус процентни поен, употребите га као звездани датум ваше приче. Нпр. 1313,5 је дванаест сати у подне једног дана а 1314,5 би било подне следећег дана. Сваки процентни поен је приближно еквивалентан десетом делу дана. Напредовање звезданих датума у вашем сценарију требало би остати константно, али не брините се има ли прогресије из других сценарија. Звездани датуми су математичка формула која варира зависно од положаја галаксије, брзине путовања и других фактора, [и] може прилично варирати од епизоде до епизоде. 
Када су га притиснули за објашњење, Џин Роденбери је за књигу Стивена Витфилда The Making of Star Trek рекао следеће:
Овај временски систем врши прилагођавање у односу на промене у релативном времену до којих долази због брзине летелице и способности ворп погона [закривљавања свемира - прим. прев.]. Он има мало везе са земаљским временом каквог га ми познајемо. Један сат на палуби Ентерпрајза у различитим временима може трајати само три земаљска сата. Звездани датуми спецификовани у дневничким уносима морају бити израчунати имајући у виду брзину брода, свемирско закривљење и положај унутар наше галаксије, како би се добио смислен резултат.
Роденбери је признао да ово баш и није разумео и да би радије заборавио целу ствар (из Витфилдове књиге):
Нисам сасвим сигуран на шта сам мислио тим објашњењем, али је доста људи указало да то има смисла. Ако је тако, опет сам имао среће и радије бих што пре заборавио целу ствар пре него што ми поставе још неко питање о томе.

### Звездане стазе: следећа генерацијаи даље
У Звезданим стазама: следећој генерацији, звездани датуми су петоцифрени бројеви који су првобитно почињали четворком (због 24. столећа, али не у смислу да тројка представља 23. столеће или петица 25). Следи број сезоне Следеће генерације, а унутар преосталог опсега од хиљаде јединица, сценаристима је Ерик Стилвел додељивао подопсеге како би звездани датуми равномерно расли, што је и приметно почевши од друге сезоне. У Дубоком свемиру 9 и Војаџеру задржан је исти систем, с тим да се друга цифра није враћала на јединицу, већ се и даље увећавала сваке телевизијске сезоне.
Унутар епизода, сценаристи су звездане датуме углавном увећавали једном дневно, без обзира на то што сезона од хиљаду јединица покрива отприлике годину дана. Иако ближи употребљивом систему него у оригиналној серији, звездани датуми остају недоследни и често произвољни. Нпр. Рон Мур је напросто рекао да звездани датуми немају смисла и да их не би требало пажљиво проучавати.